# ニュースクール・ハードコア
ニュースクール・ハードコア (New-school Hardcore) は、1990年代前半より出てきた、ヘヴィメタルに影響を受けたギターサウンドと、従来のハードコアに比べてスローテンポになったリズムを特徴とするハードコア。

## 概要
メタリック・ハードコア（Metalic Hardcore）とも呼ばれ、禁欲的で過激なヴィーガニズムとストレート・エッジの遵守を標榜している場合が多い。メタルコアとの境界線は曖昧である。中には叙情派ニュースクール（叙情派ハードコアとも、日本独自の呼称で、海外ではMelodic HardcoreやMelodic Metalcoreといったカテゴライズが一般的）と呼ばれ、メタリックなサウンドに加えて哀愁を帯びたメロディを兼ね備えたShai Hulud、Hopesfallなどを指している。また日本のバンドとしては、Endzweckなどがあげられる。ファッション的にはラップ風のＢボーイ・ファッションやストリート系ファッションに、短髪やスキンヘッドなどの髪型を好むバンドやファンが多い。
もともとは1980年代のハードコア（オールドスクール・ハードコア）とは違うサウンドを持つストレート・エッジなバンドを指していた言葉である。

## 主なバンド

### 北米
- 7エンジェルス・7プレイグス 7 Angels 7 Plagues
- Abnegation
- アフターショック（英語版） Aftershock
- アレクシスオンファイア Alexisonfire （初期）
- As Hope Dies
- Birthright
- Blood Has Been Shed
- Botch
- バーニング・ヒューマン（英語版） Burning Human
- ケイヴ・イン（英語版） Cave In （初期）
- コンヴァージ Converge （初期）
- Darkside NYC
- アース・クライシス Earth Crisis
- Fordirelifesake
- Fury of Five
- ギヴ・アップ・ザ・ゴースト Give up the Ghost
- ヘイトブリード Hatebreed
- ホープスフォール Hopesfall （初期）
- Integrity
- キルスウィッチ・エンゲイジ Killswitch Engage （最初期）
- Life In Your Way
- Morning Again
- Prayer for Cleansing
- ポイズン・ザ・ウェル（英語版） Poison the Well （初期）
- シャイ・ハルード Shai Hulud
- Snapcase
- Strongarm
- テイクン Taken
- ディス・デイ・フォワード This Day Forward
- ヴィジョン・オブ・ディスオーダー（英語版） Vision of Disorder
- With Resistance

### 欧州
- Arkangel
- キャリバン Caliban （初期）
- Deviate
- ヘヴン・シャル・バーン Heaven Shall Burn （初期）
- マルーン MAROON （初期～中期）

### 日本
- Ascension
- AT ONE STROKE
- BIRTHPLACE
- Blood Calls We Die
- CRYSTAL LAKE
- Counter Weight
- Each of the Days
- EDGE OF SPIRIT
- Embody The Chaos
- Endzweck
- EverLast
- HOLY KEEPER
- evylock
- fact (2003 - 2005)
- Gates Of Hopeless
- Gusanos
- Hopeless Raven
- IZP
- LOYAL TO THE GRAVE
- naiad
- Najat
- nervous lights of sunday
- State Craft
- SWITCH STYLE （初期〜中期）
- To overflow evidence
- View From The Soyuz
- Within The Last Wish